# Зелени троугао
Зелени троугао је аматерска филмска продукција основана 9. новембра 2010. године у Пожеги и бави се снимањем краткометражних играних и документарних филмова.

## Историја
У почетку, продукцију су чинили углавном ученици основне школе, снимали су се углавном краткометражни играни филмови. Касније, продукција мења карактер из играног у документарни филм и креће са озбиљнијим пројектима. Зелени троугао је за свој активан рад од 2010. па до 2019. снимио преко 60 филмова различитих жанрова и учествовао на неколико фестивала.

## Фестивали
Продукција "Зелени троугао" је учествовала на неколико фестивала у Србији: Кидс фест, Буди као Тесла, "Јасер проџект" и Кратка форма.
На првом "Јасер проџект" конкурсу продукција "Зелени троугао" је освојила прво место, а на трећем конкурсу 2. место, на међународном филмском фестивалу у Горњем Милановцу, "Кратка форма", "Зелени троугао" је ушао у ужи избор, као и на фестивалу "Буди као Тесла" у 
Београду.

## Пројекције
До сада је продукција "Зелени троугао" остварила пројекције у Културном центру, Клубу младих и Уметничкој галерији у Пожеги, Градским библиотекама у Пожеги и Ужицу, Основним школама у Пожеги и Александровцу као и на међународном филмском фестивалу у Горњем Милановцу.

## Никола Тесла, друга страна личности
Филм "Никола Тесла, друга страна личности" је рађен у продукцији Зелени троугао. Снимљен је за потребе конкурса: "Буди као Тесла".